# Iemasen Ulee Kareng
Iemasen Ulee Kareng is een bestuurslaag in het regentschap Banda Aceh van de provincie Atjeh, Indonesië. Iemasen Ulee Kareng telt 1933 inwoners (volkstelling 2010).